# Бьюэлл, Биби
Бе́верли Ло́ренс «Би́би» Бьюэ́лл (англ. Beverle Lorence «Bebe» Buell; род. 14 июля 1953, Портсмут, Виргиния, США) — американская фотомодель и певица.

## Биография
Беверли Лоренс Бьюэлл родилась 14 июля 1953 года в Портсмуте (штат Виргиния, США) в семье Гарольда Ллойда Бьюэлл и Доротеи Бьюэлл (Джонсон)
).

## Карьера

### Модельная карьера
Биби была найдена и трудоустроена работницей модельного агентства Айлин Форд после окончания средней школы в 17-летнем возрасте.
В ноябре 1974 года Биби была Playmate мужского журнала «Playboy». После того, как Бьюэлл появилась обнажённой в этом журнале, модельное агентство «Ford Models» разорвало с ней контракт. Позже Биби работала с журналами «Cosmopolitan», французским «Vogue» и «Harper’s Bazaar».

### Певческая карьера
Постепенно отходя от дел модельного бизнеса, Биби начала карьеру певицы в 1981 году, записав свой дебютный альбом «Covers Girl».
В 2001 году выпустила книгу «Rebel Heart: An American Rock 'N' Roll Journey».

## Личная жизнь
В 1970-х годах встречалась с музыкантом Тоддом Рандгреном, а также с Дэвидом Боуи. В конце 1970-х имела отношения с Элвисом Костелло и Стивом Бэторсом (Dead Boys). У неё есть дочь — актриса Лив Тайлер (род. 01.07.1977), чьим отцом является её бывший возлюбленный — музыкант Стивен Тайлер. В 1992—1999 годах Биби была замужем за музыкантом Койотом Шайверсом (род. 1965). С 25 августа 2002 года она замужем за музыкантом Джимом Уэллерштайн (род. 1963).